# Pseudolimnophila luteitarsis
Pseudolimnophila luteitarsis är en tvåvingeart som beskrevs av Alexander 1930. Pseudolimnophila luteitarsis ingår i släktet Pseudolimnophila och familjen småharkrankar. Inga underarter finns listade i Catalogue of Life.